# Loci communes

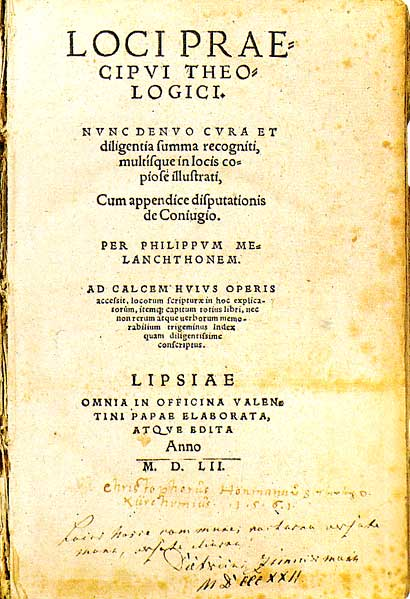
Титульный лист Loci communes

Loci communes (Общие принципы теологии или Общие места; полное название: лат. Loci communes rerum theologicarum) — первое систематическое изложение протестантской догматики, написанное Меланхтоном в 1521 году в Виттенберге и одобренное Лютером. В дальнейшем книга подвергалась переизданиям. В «Loci» 1521 года изложение построено вокруг вопросов о Законе и Евангелии, грехе и благодати. Это происходит в соответствии с представленной в предисловии программой: теология должна заниматься не метафизическими вопросами о сущности Бога или о двух природах во Христе, но тем, что относится к спасению души.
В вопросе о свободе воли Меланхтон развивает те идеи, которые Лютер позже выразил в работе О рабстве воли. Бог оценивает внутренние грехи человека, а они носят непроизвольный характер. Поскольку все происходит согласно божественному предопределению, воля не свободна.
Однако в последующих изданиях своего труда Меланхтон склоняется к синергизму. В частности, в последней версии своего труда (1543) Меланхтон писал, что «отрицание свободы воли равносильно фатализму стоиков, который церковь ни в коем случае не может допустить», что вызвало раскол в лютеранстве.

## Содержание
- О свободе воли (лат. De libero arbitrio).
- О грехе (лат. De peccato)
- О Законе (лат. De lege)
- О Евангелии (лат. De evangelio)
- О Благодати (лат. De gratia)
- Об оправдании и вере (лат. De iustificatione et fide)